# آندری خریپتا
آندری خریپتا (انگلیسی: Andriy Khripta؛ زادهٔ ۲۹ نوامبر ۱۹۸۶) دوچرخه‌سوار اهل اوکراین است. او از دوچرخه‌سواران بازی‌های المپیک تابستانی ۲۰۱۶ بوده است.